# Yum
Yellowdog Updater, Modified (YUM) — відкритий консольний менеджер RPM-пакетів. Дозволяє забезпечити каскадне оновлення Linux систем з відслідковуванням взаємозв'язків RPM-пакетів. Розповсюджується під ліцензією GNU. Спочатку був розроблений програмістом Seth Vidal та групою волонтерів. Для роботи з YUM використовується інтерфейс командного рядка, однак існують налаштування, котрі дозволяють використовувати графічний інтерфейс для функціонування YUM.
YUM в плані тематики та реалізації дуже схожа на apt-get, але на практиці — простіша та повільніша. YUM — це офіційна система управління пакетами для Fedora; вона попередньо встановлюється і на багатьох інших дистрибутивах. В Fedora 22 відмовились від YUM, замість якого буде використовуватись DNF. За необхідності останню версію YUM можна отримати на офіційній сторінці [Архівовано 24 червня 2012 у Wayback Machine.].

## Принцип роботи
Як і в випадку з apt-get, команда на стороні сервера (yum-arch) компілює базу даних заголовної інформації із великого набору пакетів (нерідко із цілого випуску). Після цього база даних заголовків сумісно використовує пакунки за допомогою протоколів FTP та HTTP. Клієнти використовують команду yum для вибору та інсталяції пакунків; yum визначає обмеження залежностей та виконує доповнювальні дії, необхідні для закінчення процесу інсталяції необхідних пакунків. Якщо запитаний пакунок залежить від інших пакунків, yum завантажує та інсталює і ці пакунки. 

## yum та apt-get
Подібність між apt-get та yum розширюється на опції командного рядка, котрі зрозумілі їм обом. Наприклад, yum install foo завантажує і встановлює найновішу версію пакета foo (та його залежності, якщо це є необхідним). Однак існує як мінімум одна відмінність: apt-get update оновлює кеш інформацію про пакети apt-get, а yum update оновлює кожний пакет в системі (аналогічно команді apt-get upgrade). Більш того, існує ще й команда yum upgrade, яка виконує одне й теж, що і yum-update, але застарілими прийомами.

yum не розглядає часткові імена пакетів, якщо не ввімкнути символи універсалізації оболонки (такі як * та ?). Наприклад, yum update 'perl*' оновлює всі пакунки, імена яких почанаються з «perl». Потрібно не забувати виділяти символи універсалізації в лапки, щоб уникнути помилок.

На відміну від apt-get, yum під час запуску за умовчанням звіряє інформацію про пакунки, яка зберігається в кеші, з вмістом мережевого сховища. Щоб скасувати цей процес, використовуйте опцію -C, у результаті чого yum makecache буде оновлювати локальний кеш (це займе деякий час). Опції -C недостатньо, щоб підвищити продуктивність yum.

Конфігураційним файлом yum є /etc/yum.conf. Він включає спільні опції та вказівники на сховище пакунків. Дозволяється активізувати одночасно багато сховищ; кожне сховище може бути пов'язане з багатьма URL-адресами.

Fedora включає метадані формату yum в своїх стандартних гілках дистрибутиву, через це користувачі Fedora можуть без проблем вказати на свої файли yum.conf на найближчому «дзеркалі» і оновити їх на свій погляд. RHEL в цьому відношенні не дозволяє нічого подібного, можливо, щоб сприяти розповсюдженню підписок на Red Hat Network.

## Можливості
YUM являє собою оболонку для rpm забезпечує роботу з репозиторіями. Був створений для наступних задач:
- пошук пакетів в репозиторіях
- встановлення пакетів із репозиторія
- встановлення пакетів із .rpm файлів, з розширенням залежностей за допомогою репозиторіїв
- оновлення системи
- видалення непотрібних пакетів
- використання старого апаратного або програмного забезпечення

## Система розширень
В версії 2.x YUM був добавлений інтерфейс для розширення можливостей на інтерактивній мові Python.